# Península de Chukotka
La península de Chukotka (en ruso: Чукотский полуостров, península Chukota) o Chukchi (Чукотка) es una península que constituye el extremo nororiental de Siberia, de Rusia y del continente asiático. La península de Chukchi está enfrentada a la americana península de Seward, siendo ambas los extremos del estrecho de Bering.
Administrativamente, la península es parte del distrito autónomo de Chukotka de la Federación de Rusia.

## Geografía
La península de Chukotka está bañada por las aguas del mar de Chukotka, al norte; por las del mar de Bering, al sur; y por las del estrecho de Bering, al este. La península tiene una longitud máxima de unos 960 km en dirección SE-NO, con una anchura en el istmo de unos 500 km. Su anchura media es de 300-400 km, aunque en el extremo oriental tiene una subpenínsula de unos 200 km de ancho (con una superficie aproximada de unos 50.000 km²). A veces, solamente esta subpenínsula es considerada como la península de Chukchi.
Las costas de la península comienzan, al oeste, en la desembocadura del río Chaun (en la bahía Cháunskaya) y finalizan, al este, en la desembocadura del río Anádyr (en el golfo del Anádyr). Esas costas son una de las etapas de la ruta marítima del Norte (el paso Nordeste). 
En el extremo oriental de la península está el cabo Dezhniova (cerca del asentamiento de Uelen), que es el punto más oriental de Asia. En el borde oriental, en el estrecho de Bering, también se encuentran la bahía de San Lawrence y la bahía de Kresta.
La península ha sido tradicionalmente el hogar de los nativos chukchi, que siguen viviendo en ella junto a otras etnias —yupiks siberianos, esquimales sireniki, koryaks, chuvanos, evenos/lamutos, yukaghirs— y algunos colonos rusos. 
La principal actividad económica es la minería, con explotaciones de zinc, oro y carbón. También se practican la caza, fundamentalmente del reno, la pesca y el turismo de vida silvestre.

## Geología
La península Chukotka, es una región de gran interés geológico debido a su compleja historia geológica y su papel en la comprensión de la geología ártica. 
La península forma parte de la plataforma Chukotka-Cambridge, situada entre el mar de Chukotka al norte y el mar de Bering al sur. La geología de la península se caracteriza por una amplia gama de tipos de rocas y estructuras geológicas. La geología de la península Chukotka abarca desde el Precámbrico hasta el Cuaternario, con rocas que van desde formaciones metamórficas antiguas hasta depósitos sedimentarios más jóvenes. La región es conocida por su historia tectónica compleja, influenciada por la colisión de la placa Norteamericana con la placa Euroasiática.
Unidades Geológicas Clave
Rocas Precámbricas: las rocas más antiguas de la región son las metamórficas e ígneas del Precámbrico. Estas rocas basales incluyen gneises, esquistos y granitos, que forman la base de la geología de la península.
Rocas Sedimentarias Paleozoicas: sobre las rocas basales del Precámbrico se encuentran las rocas sedimentarias del Paleozoico, que incluyen areniscas, lutitas y calizas. Estas rocas se depositaron en ambientes marinos poco profundos y reflejan la historia geológica de la región durante el Paleozoico.
Rocas Sedimentarias Mesozoicas y Cenozoicas: durante las eras Mesozoica y Cenozoica se depositaron una variedad de rocas sedimentarias, incluyendo estratos con carbón, que son significativos para las evaluaciones regionales de recursos. Las rocas Mesozoicas incluyen areniscas, lutitas y depósitos de carbón, mientras que las rocas Cenozoicas se caracterizan principalmente por secuencias sedimentarias formadas en respuesta a cambios climáticos.
Depósitos Cuaternarios: los depósitos geológicos más recientes son los Cuaternarios, que incluyen sedimentos glaciares y aluviales. La península fue significativamente modelada por la glaciación durante la última Edad de Hielo, resultando en una extensa capa de till glaciar, morrenas y otras características glaciares.

### Geología Estructural
La península de Chukotka presenta características tectónicas significativas como sistemas de fallas y pliegues. La región está influenciada por las complejas interacciones entre las placas Norteamericana y Euroasiática, resultando en varias líneas de falla y deformaciones estructurales.
Aunque la península de Chukotka en sí misma no es altamente volcánica, las regiones cercanas como la península de Kamchatka y las islas Kuriles son conocidas por su actividad volcánica. Los procesos tectónicos que afectan a la península de Chukotka están relacionados con la actividad volcánica en la región del Pacífico Norte.

### Recursos minerales
La península de Chukotka es conocida por su potencial de recursos minerales, incluyendo carbón, petróleo y gas. Las actividades de exploración han identificado depósitos significativos de carbón, y existe un interés continuo en explorar hidrocarburos en la región.
Las áreas frente a la costa del mar de Chukotka han sido objeto de exploración para recursos de petróleo y gas. Las estructuras geológicas y las cuencas sedimentarias en la región se consideran prospectivas para reservas de hidrocarburos.

## Historia

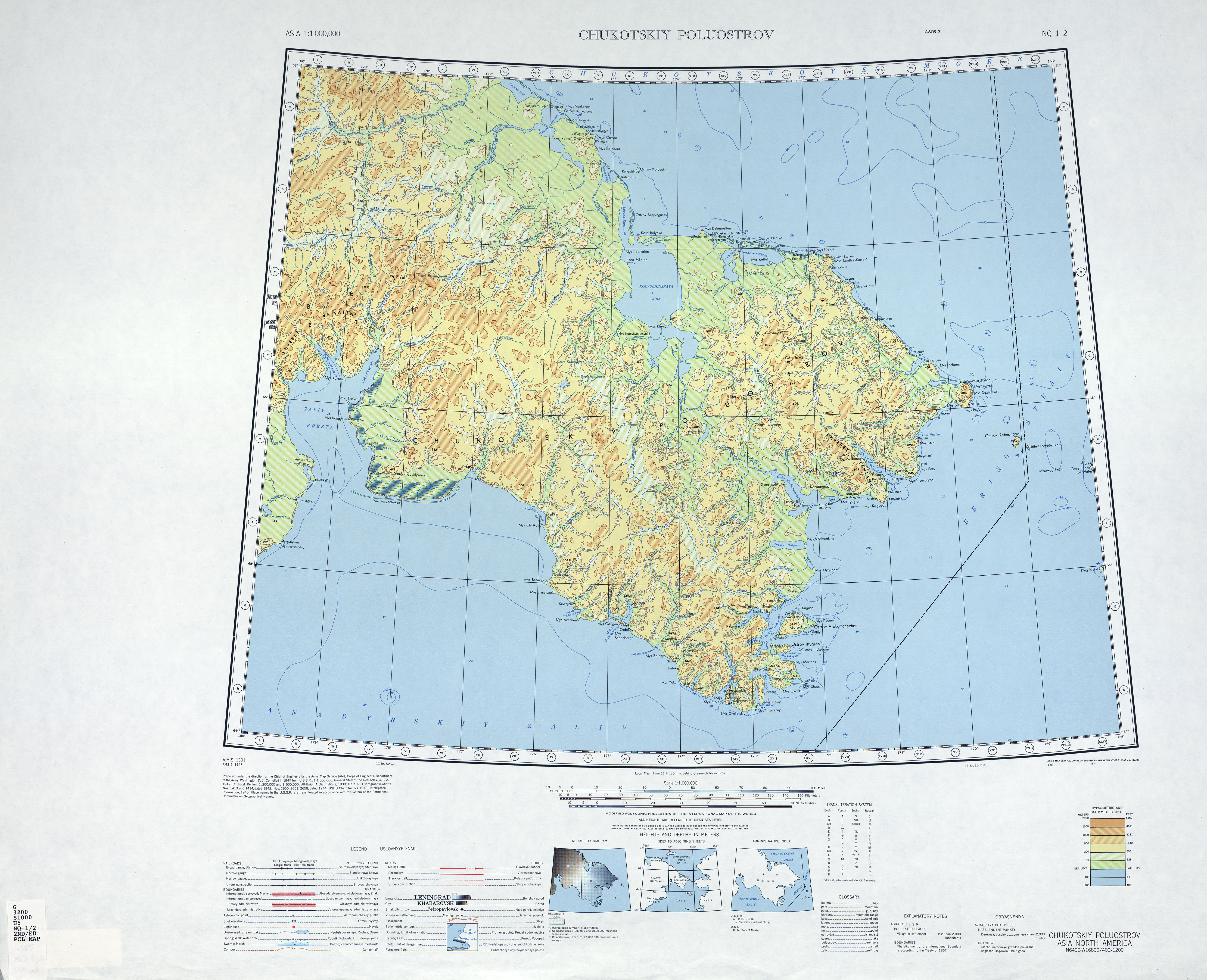
Península de Chukotka. Mapa acuático SAD 1947.

La historia de Chukotka se remonta al Paleolítico. En 1728 la península fue nombrada por Vitus Bering, que vivió en Chukotka, la denominación hace referencia al pueblo chukchi, que vive principalmente en Chukotka.

### Chukotka en la antigüedad
En la antigüedad, múltiples asentamientos de personas provenientes de América se realizaron a través del puente terrestre de Bering. Los primeros sitios habitados de Chukotka son Ananaivem (hace unos 8.400 años) en los ríos Ananaivem y Kolenj IV (hace unos 6.000 años) en el lago Kolenj cerca del pueblo de Uelen. El sitio paleoesquimal occidental es Devil's Ravine en la Isla de Vrangelovo. Los artefactos encontrados en las empinadas laderas del barranco se estima se remontan al año 1750 A.C.
El análisis de ADN de muestras del cementerio de Uelensky y Ekvena (hace unos 2 mil años) mostró que en el acervo genético de las culturas neoesquimales de Chukotka, además de la antigua base paleo-siberiana, había alrededor del 30 por ciento de componentes Paleoindígenas, que se encontró en representantes de la cultura Clodoveo, lo que prueba la migración inversa de los neoesquimales desde América hacia el territorio del extremo nororiental de Asia.
En los tiempos históricos, los chukchi son considerados el pueblo autóctono más importante de Chukotka, aunque conservan la memoria de los pueblos más antiguos, los Shelags y los Onkylons, conocidos en el siglo XVII por los exploradores rusos, pero que luego desaparecieron. Los Јuites y Yukagiri (Anauli, Chuvantsi) también vivieron en Chukotka durante mucho tiempo. La cría de renos, que se extendió bajo la influencia indirecta de los samoyedos, jugó un papel importante en el surgimiento de Chuka.

### Relaciones entre Chukotka y el Imperio Ruso

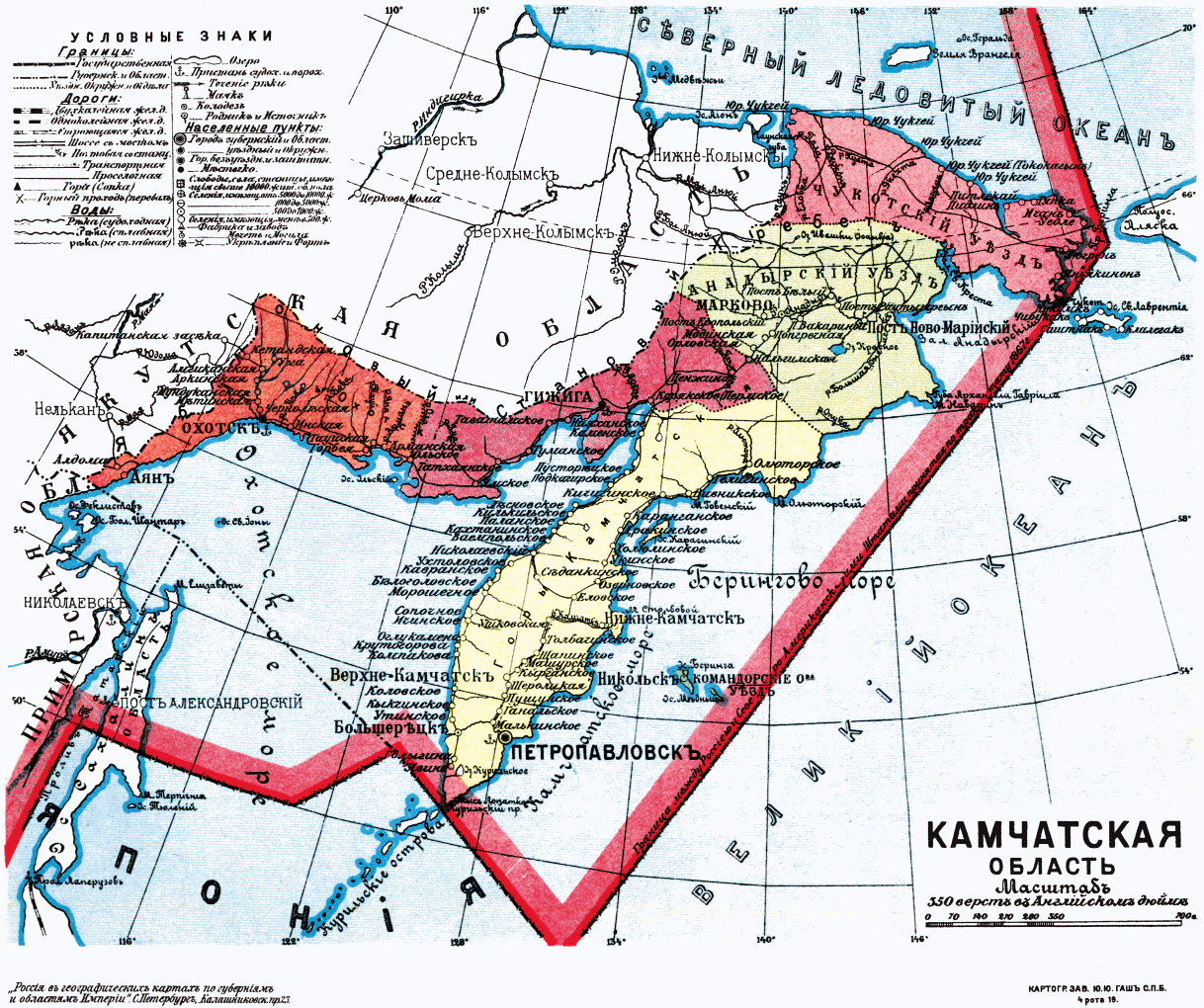
Mapa de la región de Chukotka como parte de la región de Kamchatka 1913.

El primer conflicto entre los Chukka y los rusos tuvo lugar en 1641 al oeste de la actual Chukotka en el río Yana. En aquella época, los chukchi todavía estaban en el nivel tecnológico de la Edad de Piedra. De hecho, Chukotka fue descubierta por los rusos en 1648 durante la expedición de Semyon Dezhnev.
En 1648, Semión Dezhniov y Fedot Alekseyev Popov lideraron una expedición, de entre 90 y 105 hombres, que partiendo de la desembocadura del río Kolyma alcanzó la desembocadura del río Anádyr. A bordo de siete koch (pequeñas naves cosacas aptas para navegar en la banquisa), les llevó diez semanas de navegación alcanzar el estuario del Anádyr tras bordear completamente la península de Chukchi. Esa expedición descubrió que Asia no estaba unida por tierra con Alaska. La participación de Dezhniov en esta parte del viaje no está documentada, y solamente las actividades de Fedot Alekseyev se pueden documentar hoy.
El primer asentamiento ruso fue la prisión de Anadyr construida en 1649. En el momento de la colonización rusa, Chukotka pertenecía al voivodato de Yakut. En 1778, se firmó un tratado de paz oficial con el pueblo chukchi,  en el río Bolshoi, cerca de la desembocadura de su afluente, el río Angarka.

### Chukotka en el Imperio Ruso
En 1803 Chukotka pasó a formar parte de Oblast de Kamchatka de la Gobernación de Irkutsk (de 1856 a 1909 formó parte de Oblast de Primorsky). En 1909, el distrito de Anadyr pasó a formar parte del óblast de Kamchatka, mientras que parte del distrito de Anadyr se transformó en el distrito de Chukotka. En 1922 los distritos de Anadyr y Chukotka pasaron a formar parte de la Gobernación de Kamchatka.

### Chukotka en la URSS
En el siglo XX se formó el Distrito Autónomo de Chukotka con su capital en la base de culto de Chukotka, y desde 1932 en Anadyr.
El Distrito Nacional de Chukotka se formó por el decreto del Comité Ejecutivo Central de toda Rusia el 10 de diciembre  de 1930, "Sobre la organización de las administraciones nacionales en las áreas de asentamiento de los pequeños pueblos del Norte" como parte del Territorio del Lejano Oriente. Abarcaba las siguientes zonas: Anadyr (centro de Novo-Marinsk, también llamado Anadyr), Tundra oriental (centro de  Ostrovnoye), Tundra Occidental (centro de Nizhjekolimsk ), Markovski (centro de Markovo), Chaunski (centro en la bahía Chaunskaya) y Chukotski (centro en la base de culto Chukotsky- el poblado de Lorens), y determinó que comprendía:
(a) las regiones del Lejano Oriente de Anadyr y Chukotka en su totalidad;
(b) la República Socialista Soviética Autónoma de Yakut, el territorio de la Tundra de la fuente y con un límite a lo largo de la margen derecha del río Alazeya y la Tundra occidental, la zona del curso medio y superior del Omolon.
La zonificación de la región en octubre-noviembre de 1932 la dejó "en sus propias fronteras como un distrito nacional autónomo directamente subordinado a la región.".
El 22 de julio de 1934, el Comité Ejecutivo Central de toda Rusia decidió incluir los distritos nacionales de Chukotka y Koryak en la región de Kamchatka. Sin embargo, tal subordinación fue de naturaleza más bien formal, porque de 1939 a 1940 el territorio del distrito estuvo bajo la jurisdicción de Dalstroy, que ejerció la gestión administrativa y económica total sobre sus territorios subordinados.
El 28 de mayo de 1951, por decisión del Presidium de las Fuerzas Armadas de la URSS, se asignó al distrito la subordinación directa al Territorio de Jabárovsk.
Desde el 3 de diciembre de 1953 formó parte de la región de Magadan. Por el Decreto del Presidium del Soviet Supremo de la URSS de 02.12.1953 "Sobre la creación de la provincia de Magadanskaya". 
Desde mediados de la década de 1950, el desarrollo de Chukotka se ha intensificado con la construcción de aeródromos militares y bases aéreas, ya que la ubicación geográfica de la península proporcionó el tiempo de vuelo más corto a Alaska y la parte noroeste de los Estados Unidos, el destino principal de la aviación era supuestamente "Providence".
A partir de 1980, según estableció la ley de la URSS "Sobre los distritos autónomos de la RSFSR" de acuerdo con la Constitución de la URSS de 1977, el Distrito Nacional de Chukotka se convirtió en un distrito autónomo.

### Distrito Autónomo de Chukotka en la Federación Rusa
Dana 16 de julio de 1992 el distrito autónomo de Chukotka se separó del óblast de Magadán y recibió el estatus de sujeto de la Federación Rusa.

## Relieve
La mayor parte de la península de Chukotka está ocupada por tierras altas de hasta 1.000 m de altura. Por encima de los pináculos y laderas fuertemente disecados de los macizos rocosos se elevan picos separados más altos. 

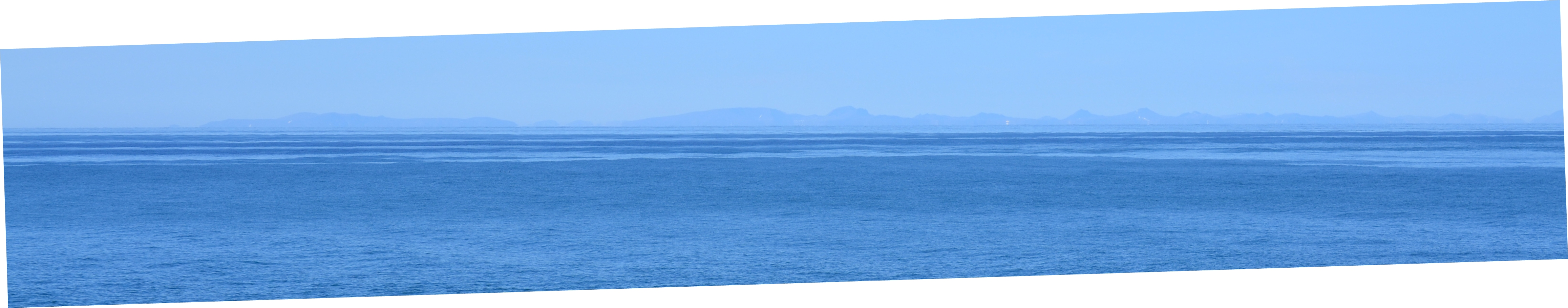
Panorama de las montañas de Chukotka, Rusia, vistas desde Gambell, Alaska Distancia a ellos más de 50 km

Las cadenas montañosas están diseccionadas por los profundos valles del Chevtakan, Erguveem, Nuniamowaam. Las mayores altitudes se circunscriben al llamado levantamiento Sinyavinsky en la zona de la bahía de Provideniya, 1194 m (otras fuentes dicen 1887 m) es el punto más alto de la península de Chukchi). Las montañas descienden abruptamente hacia la costa, formando una serie de escarpados rocosos. Las tierras bajas son escasas y suelen estar situadas cerca de grandes lagunas.

## Flora
El territorio de la península de Chukotka está completamente situado en la zona de tundra. Los bosques son escasos o inexistentes. La vegetación está representada por el sauce ártico, la casiopea tetraédrica, los arándanos, los arándanos rojos, la hierba perdiz, su altura es de 5 a 20 cm. Menos comunes son el abedul magro, la gayuba alpina, la diapensia de Laponia. En los valles fluviales crecen arbustos de llanura de inundación, formados por varios tipos de sauces, alisos, y abedules enanos. La flora también comprende musgos y líquenes, muchos de los cuales son raros.

## Fauna
El zorro ártico y el lobo están muy extendidos, al igual que el reno, la liebre de montaña, las ardillas de tierra de cola larga y las pikas del norte, los lemmings de vientre amarillo y de pezuña. El borrego cimarrón vive en las regiones montañosas .
En las costas rocosas del mar anidan el arao, la ipatka, el hacha, el cormorán de Bering y las gaviotas. En la tundra hay ganso de la tundra de Siberia Oriental, ganso de frente blanca, ganso negro de Siberia Oriental, somormujos, grulla de los picos de arena, frailecillo, skuas y otras especies. El búho nival, la perdiz nórdica, la lavandera boyera y el alcaraván de Siberia Oriental.